# 桜橋 (富山市)
桜橋（さくらばし）は、富山県富山市の中心市街地を流れる松川に架かる橋。1935年（昭和10年）に供用開始された。現在の橋は3代目である。

## 概要
富山県道22号富山停車場線の一部であり、片側1車線の車道と両端に歩道を有し、橋中央部には富山地方鉄道富山軌道線の複線軌道が設置されている。この桜橋が架かる松川の両岸一帯は桜の名所として知られ、日本さくら名所百選に選ばれている。また松川には、松川遊覧船が運航されており桜橋の下もくぐる。
1999年（平成11年）11月18日に、富山県の橋梁としては初めて国の登録有形文化財に登録された。鋼アーチ橋としては全国初の登録である。また日本の近代土木遺産2800選に選ばれているほか、2009年（平成21年）には、「とやまの文化財百選（とやまの近代歴史遺産部門）」に選定されている。

## 歴史
松川の前身である神通川は明治時代、現在の市街地を蛇行しながら富山城址の北側を流れていた。当時神通川に架る橋は城址西側に架る神通橋（現在の舟橋）のみで、城址東側の住民は神通川を渡るために迂回を強いられ大変不便であった。そこで1901年（明治34年）に東側の木町と愛宕新遊廓の間に有料橋として新橋の架橋出願を申し出たが許可されず、その後の再三の申し出にも許可がおりなかった。
1906年（明治39年）に、城址東側の桜木町にあった富山ホテルの主人で、のちのますのすしの源の創業者、源金一郎が個人私財を投じることによって、ホテル裏側から愛宕新地（遊廓）間の新橋架橋出願の申し出がようやく許可され、長さ45間（約81m）、幅10尺（約3m）の無料橋が年末に竣工した。しかし神通川の洪水により4年後の1910年（明治43年）に流出した。この橋は1908年（明治41年）に、富山駅が田刈屋から現在地に移転したこともあり、神通橋（舟橋）より人通りが多い時もあったとされる。
流出後同所には仮橋がしばらく架けられていたが、1913年（大正2年）に開催が決定した1府8県連合共進会が、堀川の現在富山いずみ高校が建つ地を会場として行われることとなり、富山駅と会場を結ぶ近道となる新道建設に伴い、富山市の予算にて新橋の架設が決定し、橋長80間（約144m）、幅19尺5寸（約5.8m）の橋が1913年（大正2年）に竣工、7月18日に渡橋式が行われた。またこの橋に併設し、同年9月1日に開業した、富山電気軌道（現 富山地方鉄道富山軌道線）の専用橋も架けられた。しかし翌1914年（大正3年）8月13日の神通川の洪水によりまたもや流出した。橋はその後すぐに改築工事が行われ同年11月26日に竣工している。
これまで神通川は市街地を蛇行して流れているため、洪水による氾濫を繰り返し大きな被害を出していた。そこで富山市は富山県に神通川の治水を請願、それにより県は1901年（明治34年）1月より馳越線（直線排水路）工事を開始、1903年（明治36年）5月31日に完成した。大正時代に入ると川の流れは大部分が馳越線（直線排水路）に流れ、旧川には右岸側にわずかに流れが残るだけとなり、1921年（大正10年）に旧川を閉め切り、これにより広大な廃川地となった。その後昭和初期に、この右岸側の流れを松川と名称を変更し残すかたちで、廃川地を富岩運河建設で掘削された土砂で埋め立て、1935年（昭和10年）に現在地に松川に架る永久橋として、橋中央に富山地方鉄道富山軌道線の複線軌道を設けた、現在（3代目）の橋が架けられた。

## 構造
上路式鋼2ヒンジアーチ式の鋼橋で、鋼製のアーチ橋脚には多数のリベットが打ち付けられ、左右の橋台からヒンジで橋を支える構造が特徴の美しい橋で、同様の橋は現存するものが少ない。
富山県道22号富山停車場線の幅に合わせ幅が21.9mで、15.5mの橋長より広くなっており、松川とは斜めに交わって架けられている広幅斜橋である。また現在の欄干は、第2次世界大戦後に新たに取り付けられたものである。